# Шагарове (Великосолдатський район)
Шагарове (рос. Шагарово) — присілок в Великосолдатському районі Курської області Російської Федерації.
Населення становить 1 особу. Входить до складу муніципального утворення Волоконська сільрада.

## Історія
Населений пункт розташований на території українського етнічного та культурного краю Східна Слобожанщина.
Від 2004 року входить до складу муніципального утворення Волоконська сільрада.

## Населення
| 2002 | 2010 |
| ---- | ---- |
| 12   | ↘1   |